# Centro de Formação de Atletas do Avaí Futebol Clube
O Centro de Formação de Atletas do Avaí Futebol Clube, mais conhecido como CFA, é o o centro de treinamento de futebol do Avaí Futebol Clube, localizado em frente ao Estádio da Ressacada, no bairro Carianos, Florianópolis, Santa Catarina.
É o local onde a equipe de futebol principal, das categorias de base e feminino do Avaí realizam seus treinamentos. No caso dos times da base e feminino, os jogos oficiais também são disputados no CFA.

## História
O CFA foi inaugurado em 3 de setembro de 2005. Um dos campos do local, que fica ao lado do Estádio da Ressacada, foi batizado "João Salum", em homenagem ao ex-presidente do clube de 1974 a 1976 e 1980 a 1983.
Com o CFA o Avaí Futebol Clube visa um melhor aproveitamento na formação de seus atletas e a continua busca por novos talentos no futebol. Além disso manda os jogos oficiais e amistosos das categorias de base, além de treinamentos e jogos treinos da equipe principal.
O Avaí não exige apenas o talento de seus atletas da base, preocupado com o lado social o clube exige que todos os seus atletas de base estudem e frequentem uma escola. A base do clube é composta em cinco categorias a Sub-11, Sub-13, Sub-15, Sub-17 e Sub-20.
Em outubro de 2012 o Avaí anunciou uma extensão do seu centro de formação de atletas, quando iniciou uma escolinha para o descobrimento e a formação de atletas na cidade de Ariquemes, Rondônia. Logo depois foram criadas outras no mesmo estado, nas cidades de Cacoal, Vilhena e Porto Velho.

## Estrutura
| - 04 campos com medidas oficiais; - 02 Academias de musculação, sendo uma para o profissional e outra para a base; - 02 Departamentos médicas, sendo uma para o profissional e outra para a base; - Centro de fisioterapia; |  | - Restaurante interno; - Alojamentos; - Assistência psicológica; - Assistente Social. |

## Revelações do CFA
Desde a sua inauguração, o CFA já revelou diversos talentos para o futebol:
| - Aleks (goleiro) - André Moritz (meio-campo) - Jandson (atacante) - João Paulo (lateral-esquerdo) - Luciano (atacante) - Marcos Paulo (volante) |  | - Medina (lateral-direito/meia) - Rodrigo Galo (lateral) - Thiago Bam bam (goleiro) - Renan (goleiro) - Rodinei (lateral-direito) - Gabriel (zagueiro) - Raphinha (atacante) |